# Institut national des sciences appliquées de Rouen
Pour un article plus général, voir Groupe INSA.
 (mars 2025).
L’Institut national des sciences appliquées de Rouen (nom de marque INSA Rouen Normandie) est l'une des 204 écoles d'ingénieurs françaises accréditées au 1er septembre 2020 à délivrer un diplôme d'ingénieur.
La grande école est située sur le campus du technopôle du Madrillet à Saint-Étienne-du-Rouvray (Normandie) et forme chaque année en moyenne 400 ingénieurs.
Elle est membre de la conférence des grandes écoles (CGE), de la CDEFI, de la fédération Gay-Lussac ainsi que du Groupe INSA et de la comUE Normandie Université.

## Histoire

### Institut Chimique de Rouen
Lors de la Première Guerre mondiale, la dépendance avec l'Allemagne dans le domaine de la chimie se fait sentir de manière accrue. Ce contexte donne raison à la Société industrielle de Rouen, qui prêchait depuis 1855 pour la création d'une formation de chimistes à Rouen. En conséquence, en 1917 fut fondé l'Institut Chimique de Rouen (ICR), une école privée d'ingénieurs située avenue de Caen,. Ces anciens locaux existent toujours mais ont aujourd'hui été transformés en un centre de données, géré par la société Cogent Communications.

### Institut National Supérieur de Chimie Industrielle de Rouen
En 1959, fut créé l'Institut National Supérieur de Chimie Industrielle de Rouen - INSCIR, sur les bases de l'Institut de Chimie de Rouen. En 1961, l'institut déménage et vient occuper de nouveaux locaux à Mont-Saint-Aignan.

### INSA de Rouen

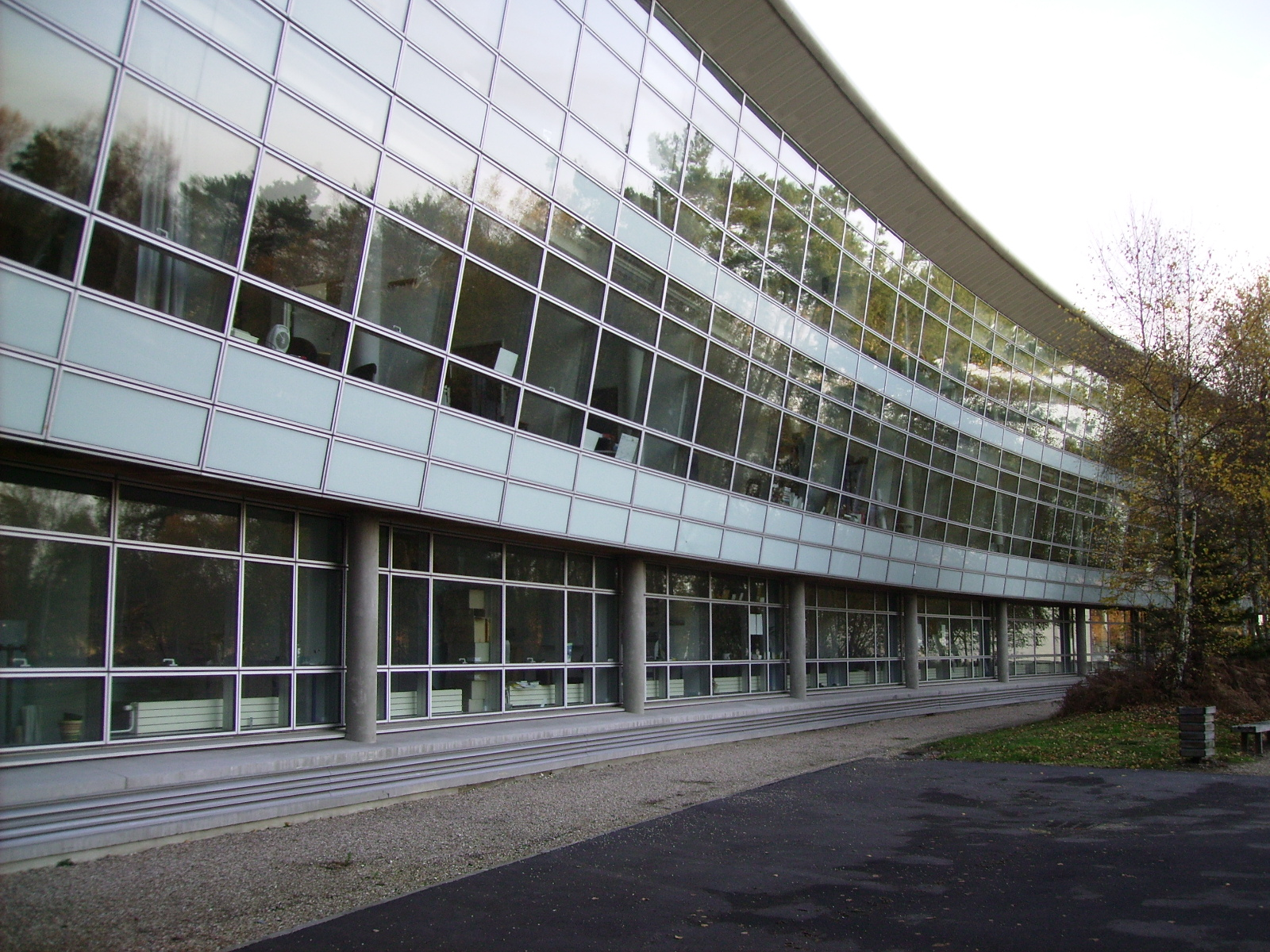
Salles d'informatique et amphithéâtres.

L'INSA de Rouen est créé en 1985. S'ensuivent les créations des départements Chimie Fine et Ingénierie (CFI) en 1987, Génie Mathématique (GM) et Énergétique et Propulsion (EP) en 1989, Mécanique (MÉCA) en 1995 et Architecture des Systèmes d'Information (ASI) en 1999.

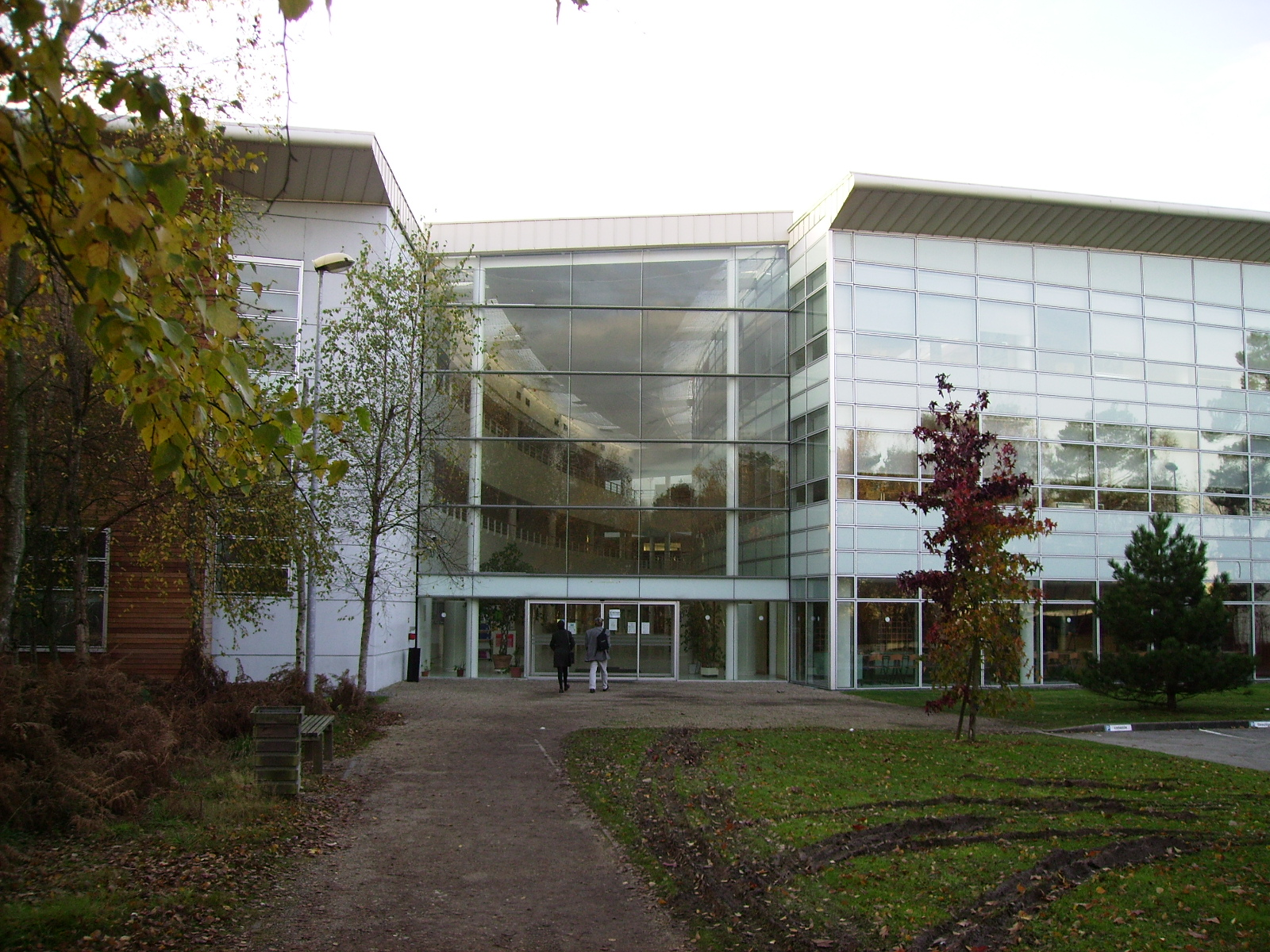
Entrée de l'INSA au Madrillet.

En 1999 est aussi ouverte la Section Internationale Bilingue (SIB) pour la formation de premier cycle liant apprentissages en français et en anglais.
Les deux derniers départements, Génie Civil et Constructions Durables (GCCD) dans une antenne implantée au Havre et Maîtrise des Risques Industriels et Impacts sur l'Environnement (MRIE), issu d'une ancienne option créée en 2004 au sein du département CFI, sont créés en 2008.
En 2009 a lieu le regroupement de l'INSA sur le site de Saint-Étienne-du-Rouvray, au sein du Technopôle du Madrillet, à l'exception de l'antenne du Havre.
L'INSA de Rouen dispose également de quatre filières d'apprentissage : PERF-II (Performance Industrielle et Innovation), PERF-E (Performance Énergétique), PERF-ISP (Performance en Innovation et Sécurité des Procédés) et PERF-NI (Performance en Numérique Industrielle). La filière PERF-NI est dispensée en majorité à l'ITII Normandie à Vernon.

### INSA Rouen Normandie
L'INSA de Rouen change de nom de marque pour devenir l'INSA Rouen Normandie en juin 2016.
Le département ASI change de nom en septembre 2020 pour devenir Informatique et Technologie de l'Information (ITI).

### Campus du Havre
Depuis 2008, l'INSA Rouen Normandie dispose d'une antenne au Havre. Elle assure la formation des ingénieurs en Génie Civil et Urbain en convention avec l'Université du Havre.
Le campus est situé sur le quai Bellot, à côté du campus de Science-Po Le Havre. 

### Identité visuelle
Depuis septembre 2014, les INSA de France ont adopté le même logotype.

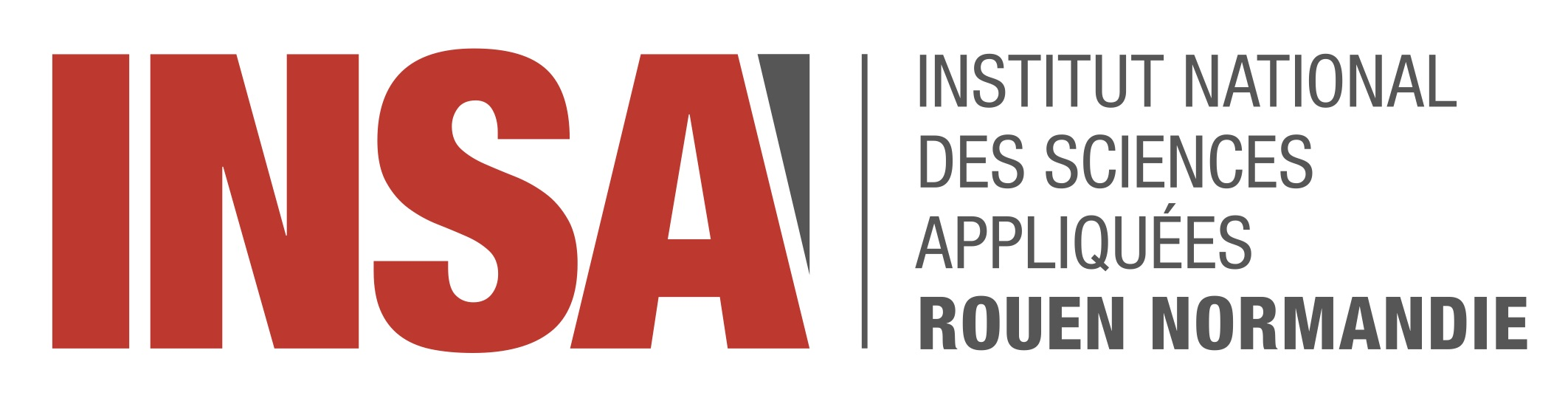
Le logo depuis septembre 2014

## Organisation
L’INSA Rouen Normandie a le statut d’Établissement public à caractère scientifique, culturel et professionnel et est membre fondateur de la ComUE (Communauté d'universités et établissements) Normandie université.

## Enseignement et recherche
L’INSA Rouen Normandie propose un large nombre de formations d’ingénieurs habilitées par le ministère de l’Enseignement supérieur et de la Recherche après l’avis de la commission des titres d'ingénieur. Elle peut donc former des ingénieurs suivant 13 spécialités et dispose d'un Mastère Spécialisé®.
L'école forme aussi de nombreux docteurs chaque année, 29 doctorats pour l'année 2020.

### Admission
La procédure d’admission est commune à tous les Instituts Nationaux des Sciences Appliquées.

### Cycle ingénieur
Le second cycle, d'une durée de 3 ans, permet de rejoindre une spécialité. D'après la CTI, pour les promotions qui entrent en 2021, les spécialités sont les suivantes : 
| Département                                                                                 | Intitulé de la spécialité du diplôme d'ingénieur                      | Statut                                                        | Accrédidation | Label   |
| ------------------------------------------------------------------------------------------- | --------------------------------------------------------------------- | ------------------------------------------------------------- | ------------- | ------- |
| Informatique et Technologies de l'Information (ITI)                                         | Informatique et technologie de l'information [ITI]                    | Formation initiale sous statut étudiant et formation continue | Maximale      | EUR-ACE |
| Chimie fine et ingénierie (CFI)                                                             | Chimie et génie chimique [CGC]                                        | Formation initiale sous statut étudiant et formation continue | Maximale      | EUR-ACE |
| Génie mathématique (GM)                                                                     | Mathématiques appliquées [GM]                                         | Formation initiale sous statut étudiant et formation continue | Maximale      | EUR-ACE |
| Mécanique (MECA)                                                                            | Mécanique [MECA]                                                      | Formation initiale sous statut étudiant et formation continue | Maximale      | EUR-ACE |
| Énergétique et Propulsion (EP)                                                              | Génie Énergétique [Parcours EP]                                       | Formation initiale sous statut étudiant et formation continue | Maximale      | EUR-ACE |
| Maîtrise des risques industriels et environnementaux (MRIE)                                 | Génie des procédés et gestion des risques [GPGR]                      | Formation initiale sous statut étudiant et formation continue | Maximale      | EUR-ACE |
| Génie civil et constructions durables (GCCD)                                                | Génie civil et urbain [GCU], en convention avec l'Université du Havre | Formation initiale sous statut étudiant et formation continue | Maximale      | EUR-ACE |
| Mécanique (MECA)                                                                            | Génie industriel [PERF-II]                                            | Formation initiale sous statut d'apprenti                     | Maximale      | EUR-ACE |
| Énergétique et Propulsion (EP)                                                              | Génie énergétique [Parcours Perf-E]                                   | Formation initiale sous statut d'apprenti                     | Maximale      | EUR-ACE |
| Chimie fine et ingénierie (CFI) Maîtrise des risques industriels et environnementaux (MRIE) | Génie des procédés [Perf-ISP]                                         | Formation initiale sous statut d'apprenti                     | Maximale      | EUR-ACE |
|                                                                                             | Informatique industrielle [PERF-NI]                                   | Formation initiale sous statut d'apprenti                     | Maximale      | EUR-ACE |

L'INSA Rouen Normandie propose également un contrat de professionnalisation aux étudiants de 5e année, quelle que soit leur spécialité. La formation se déroule sur deux semestres. Lors du 1er semestre, l'étudiant est présent deux jours par semaine en entreprise puis à temps plein lors du second semestre.

### Sections artistiques et sportives
En parallèle de la formation d'ingénieur, l'INSA Rouen propose quatre filières artistiques et une filière sportive. Il est possible pour certains étudiants de bénéficier de scolarité aménagée, le plus souvent dans le cas d'un Sportif de Haut-Niveau (SHN) ou dans le cadre de la Section Musiques-Etudes. Deux de ces filières sont ouvertes à tous :
- La Section Théâtre-Etudes (spectacle vivant et représentation) ;
- La Section Image-Etudes (une initiation à l'image autour de la photographie, de films, etc.).

L'INSA Rouen Normandie propose également trois filières à thème sur sélection : 
- La Section Musique-Etudes en partenariat avec le Conservatoire de Saint-Etienne-du-Rouvray ;
- La Section Sport-Etudes (Sportifs de Haut-Niveau - SHN) avec comme prérequis la pratique d'un sport à haut niveau ;
- La Section Danse-Etudes encadrée par deux danseurs professionnels.

### Master et écoles doctorales
L’INSA Rouen Normandie prépare à sept masters recherche 
L'INSA Rouen Normandie est également opérateur du Doctorat, formant de nombreux docteurs chaque année. A cet effet, l'INSA Rouen Normandie participe à trois écoles doctorales de Normandie Université :
- ED Normande de Chimie,
- ED Mathématiques, Informatique, Ingénierie des Systèmes,
- ED Physique, Sciences de l'Ingénieur, Matériaux, Énergie.

### Mastère Spécialisé®
L'INSA Rouen Normandie dispense également une formation d'un an en Mastère Spécialisé sous contrat de professionnalisation. Il s'agit d'un Mastère Spécialisé® « Expert en Sciences des Données » ayant pour objectif de former à la méthodologie et aux outils pour traiter et exploiter le big data. Ce Mastère est certifié RNCP niveau 7.

### Recherche
L'INSA Rouen Normandie est la plus grande école publique d'ingénieurs de Normandie. Il dispose de huit laboratoires de recherche associés dont quatre Unités Mixtes de Recherche (UMR) avec le CNRS et de quatre Équipes d'Accueil (EA) :

### Programme CALIOPE
Le programme CALIOPE est un programme d'excellence franco-dominicain permettant la formation de chercheurs en ingénierie, dans les domaines de la Chimie et de la Mécanique. Le programme CALIOPE réunit l'Université Autonome de Saint Domingue (UASD), l'Institut Technologique de Saint Domingue (INTEC) et l'Institut National des sciences appliquées de Rouen Normandie afin former de jeunes étudiants dominicains à la recherche.

## Classements
Classements nationaux :
| Nom                | 2019 (Rang) | 2020 (Rang) | 2021 (Rang)              | 2022 (Rang)   | 2023 (Rang) |
| ------------------ | ----------- | ----------- | ------------------------ | ------------- | ----------- |
| L’Étudiant         |             | 27          | 29                       | 20            | 58          |
| Usine Nouvelle     | 58          |             | 69                       | 43            | 54          |
| Daur Rankings      | 40          | 50          | 50                       |               |             |
| Le Figaro Étudiant |             |             | 11 (écoles généralistes) | 11 (Post-Bac) |             |

L'INSA Rouen Normandie est en tête des écoles d'ingénieurs normandes. De plus, au niveau national, l'Institut National des Sciences Appliquées Rouen Normandie est quatrième ex aequo en ce qui concerne les écoles avec prépas intégrées. 
Par ailleurs, l'école, comptant dans l'ensemble Normandie Université, entre à la 200e place du classement Europe Teaching Rankings 2019 du Times Higher Education et figure donc parmi les meilleures universités européennes pour l'excellence de l'enseignement.

## Anciens élèves
- Quentin Baraër, champion de France universitaire de tir à l’arc[21].
- Hugo Briatta, ingénieur, vice-champion du monde XCE[22].
- Anne-Catherine Brieux, directrice générale de l'usine de Valladolid chez Groupe Renault[23].
- Christophe Durand, COO et président chez Laboratoires Pierre Fabre MP[24].
- Dominique Gros, élu du parti socialiste[25].
- Pierre Sancinena, champion du monde GT4[26] et Champion Alpine Europa Cup[27].

## Évolution démographique
Évolution démographique de la population universitaire 

| 2006  | 2007  | 2008  | 2009  | 2010  | 2011  | 2012  | 2013  |
| ----- | ----- | ----- | ----- | ----- | ----- | ----- | ----- |
| 1 380 | 1 500 | 1 459 | 1 659 | 1 673 | 1 689 | 1 693 | 1 746 |

| 2014  | 2015  | 2016  | 2017  | 2018  | 2019  | 2020  | 2021  |
| ----- | ----- | ----- | ----- | ----- | ----- | ----- | ----- |
| 1 760 | 1 775 | 1 867 | 1 949 | 1 978 | 2 021 | 2 048 | 2 044 |

| 2022  | - | - | - | - | - | - | - |
| ----- | - | - | - | - | - | - | - |
| 2 003 | - | - | - | - | - | - | - |

### Sources primaires
1. ↑  « Rapport d'activités 2020 » [PDF], sur insa-rouen.fr, juillet 2021 (consulté le 14 février 2022).
2. ↑  « Spécialités ingénieurs·es | Institut national des sciences appliquées de Rouen », sur insa-rouen.fr (consulté le 14 février 2022).
3. ↑  « Expert en sciences des données | Institut national des sciences appliquées de Rouen », sur insa-rouen.fr (consulté le 14 février 2022).
4. 1 2  « L'INSA Rouen Normandie, classée première école de Normandie dans le palmarès des écoles d'ingénieurs de l'Étudiant | Institut national des sciences appliquées de Rouen », sur insa-rouen.fr (consulté le 16 janvier 2021).